# Ghana op de Olympische Winterspelen 2018
Ghana was een van de deelnemende landen aan de Olympische Winterspelen 2018 in Pyeongchang, Zuid-Korea.
Bij de tweede deelname van het land aan de Winterspelen kwam een deelnemer in actie, skeletonner  Akwasi Frimpong die ook de vlaggendrager bij de openings- en sluitingsceremonie was.  

## Deelnemers en resultaten

### Skeleton
| Olympiër        | Onderdeel | Resultaat | Prestatie                       |
| --------------- | --------- | --------- | ------------------------------- |
| Akwasi Frimpong | mannen    | 30e       | 2.42,12 (53,97 / 54,46 / 53,69) |